# ヒューゴー・ミュンスターバーグ

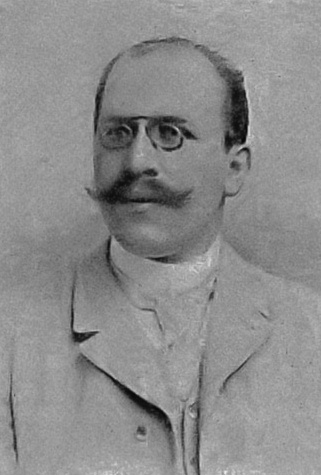
ヒューゴー・ミュンスターバーグ

ヒューゴー・ミュンスターバーグ（フーゴー・ミュンスターベルク、Hugo Münsterberg、1863年6月1日 – 1916年12月16日）は、ドイツ出身のアメリカの心理学者・哲学者。

## 来歴

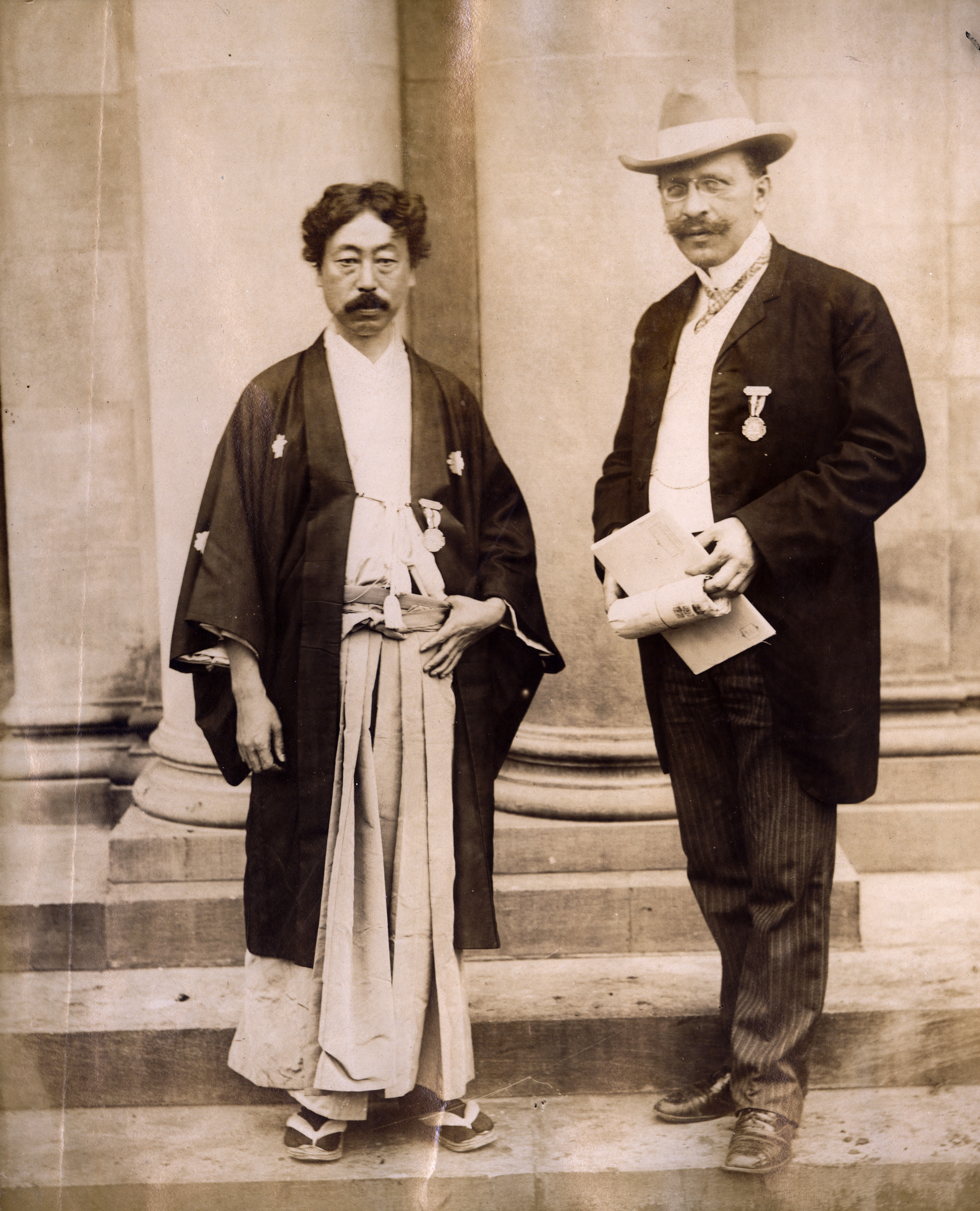
岡倉天心と。1904年

ヒューゴー・ミュンスターバーグはグダニスク（ダンツィヒ、現ポーランド、当時はドイツ領）生まれ。父はユダヤ人でロシアから材木を買ってイギリスに売る貿易商をしていた。母は芸術家であり、4人の息子を育てながら仕事を続けていた。彼の心理学理論の形成にはこの芸術的環境も影響したと思われる。
グダニスクのギムナジウムを1882年に卒業した後、ライプツィヒ大学でヴィルヘルム・ヴントに心理学を学ぶ。さらにハイデルベルク大学で医学を修めた。1887年からフライブルク大学の員外講師を務める。1891年に員外教授に昇格。私生活では、1887年8月7日にストラスブール出身のセルマ・オプラー（Selma Oppler）と結婚している。
1891年に開催された第1回国際心理学会議に出席、ウィリアム・ジェームズと出会う。ジェームズの招きにより1892年から3年間の約束でハーバード大学心理学講座の教授を務める。1895年に一旦フライブルクに帰るが、1897年から再び、新たに創設された応用心理学講座の教授としてハーバード大学に復帰した。1898年、アメリカ心理学会会長に選出される。1910年、ハーバード大学からの交換教授としてベルリン大学に派遣される。1916年、ハーバードでの講義中に急死。
第一次世界大戦勃発後、故郷のドイツを擁護する発言がアメリカ支持派から攻撃を受けたこともある。
国際基督教大学に在職し日本研究も行った東洋美術史家のヒューゴ・ムンスターバーグは甥にあたる（弟のオスカーの長男）。

## 理論

### 産業心理学
1913年の著書『心理学と産業効率』において、仕事の単調さや倦怠、反対に注意を要する作業などといった問題について心理的社会的要因が労働効率に与える影響という観点から考察した。また、広告の効果についても分析し、経済心理学の将来の発展を準備した。仕事と労働者のミスマッチが労働効率悪化の最大の要因と考え、マッチングの成功によって労働者の満足だけでなく労働の質の維持や高い生産性も確保できるとした。
ミュンスターバーグはフレデリック・テイラーの称讃者であり、1913年には次のような手紙を書いている。「われわれの目標は新しい科学の概要を示すことです。新しい科学とは、現代的な実験心理学と経済学的問題と仲介することです。……〔産業心理学は〕経済学説とは独立した、……異論の余地のないものにならなくてはいけません」。

### 臨床心理学
ミュンスターバーグは、全ての心理的プロセスには対応する脳のプロセスがあるという心理学的並行論を信奉していた。従って精神疾患には心理学的な原因があり、行動観察や患者との面接に基づいて診断ができる。こうした考察をもとに、ミュンスターバーグは1909年に『心理療法』という題名の本を書いている。

### 応用心理学
ミュンスターバーグは裁判への心理学的情報の応用についてもいくつかの論文を書いている。こうした論文の多くの主要対象は、目撃証人の証言の信頼性に関するものである。1908年発表の『証人の立場で』は裁判の結果に影響しうる心理学的要因について述べたもので、広く論争を呼んだ。

### 芸術心理学
1915年頃から、当時まだ目新しかった映画の分析に興味をもち、『劇映画(The photoplay)』（1916年）において映画がもつ大衆への影響力を評価するとともに、知覚心理上の錯覚が映画の芸術性を保証するとした。

## 著作
- 1888. Die Willensshandlung
- 1889-1892. Beitrage zur experimentetten Psychologie. 4 vols.
- 1899. Psychology and Life.
- 1900. Grundzüge der Psychologie.
- 1901. American Traits from the Point of View of a German.
- 1904. Die Amerikaner. English translation, 1904.
- 1906. Science and Idealism.
- 1908. Philosophie der Werte.
- 1908. Aus Deutsch-Amerika.
- 1908. Psychology and Crime.
- 1908. On the Witness Stand.
- 1909. The Eternal Values
- 1909. Psychology and the Teacher
- 1913. Psychology and Industrial Efficiency
- 1914. Psychology and Social Sanity
- 1914. Grundzuge Der Psychotechnic
- 1914 Psychology, General and Applied
- 1916. Tomorrow
- 1916. The Photoplay.

## 日本語訳
- 1920. 佐久間鼎・佐久間ふき共訳『心理学と人生』（ミュンステルベルク名義）
- 1923. 村田勤訳『心理学と健全な社会生活』（ミユンステルベルグ名義）
- 1924. 久世昂太郎訳『映画劇　その心理学と美学』（ミュンスタアベルヒ名義）[4]
- 1943. 金子秀彬訳『精神工学』（ユーゴ・ミュンスタベルク名義）
- 1976. 海老根宏訳「アメリカの特質」(フーゴー・ミュンステルベルク名義）-『ヨーロッパ人のアメリカ論　アメリカ古典文庫21』研究社
- 1982. 林譲治訳「奥行きと運動」、「注意」（ヒューゴー・ミュンスターバーグ名義）- 『映画理論集成』岩本憲児・波多野哲朗編、フィルムアート社

## 英語版の参考文献
- この記事にはアメリカ合衆国内で著作権が消滅した次の百科事典本文を含む: Chisholm, Hugh, ed. (1911). "Münsterberg, Hugo". Encyclopædia Britannica (英語). Vol. 19 (11th ed.). Cambridge University Press.
- Münsterberg, Margarete Anna Adelheid, 1922. Hugo Münsterberg, His Life and Work.
- アラン・ラングデイル Allan Langdale, 2002. Hugo Münsterberg on Film.
- Hugo Münsterbergの作品 （インターフェイスは英語）- プロジェクト・グーテンベルク
- JewishEncyclopedia